# Kunstenaarsvereniging Sint Lucas

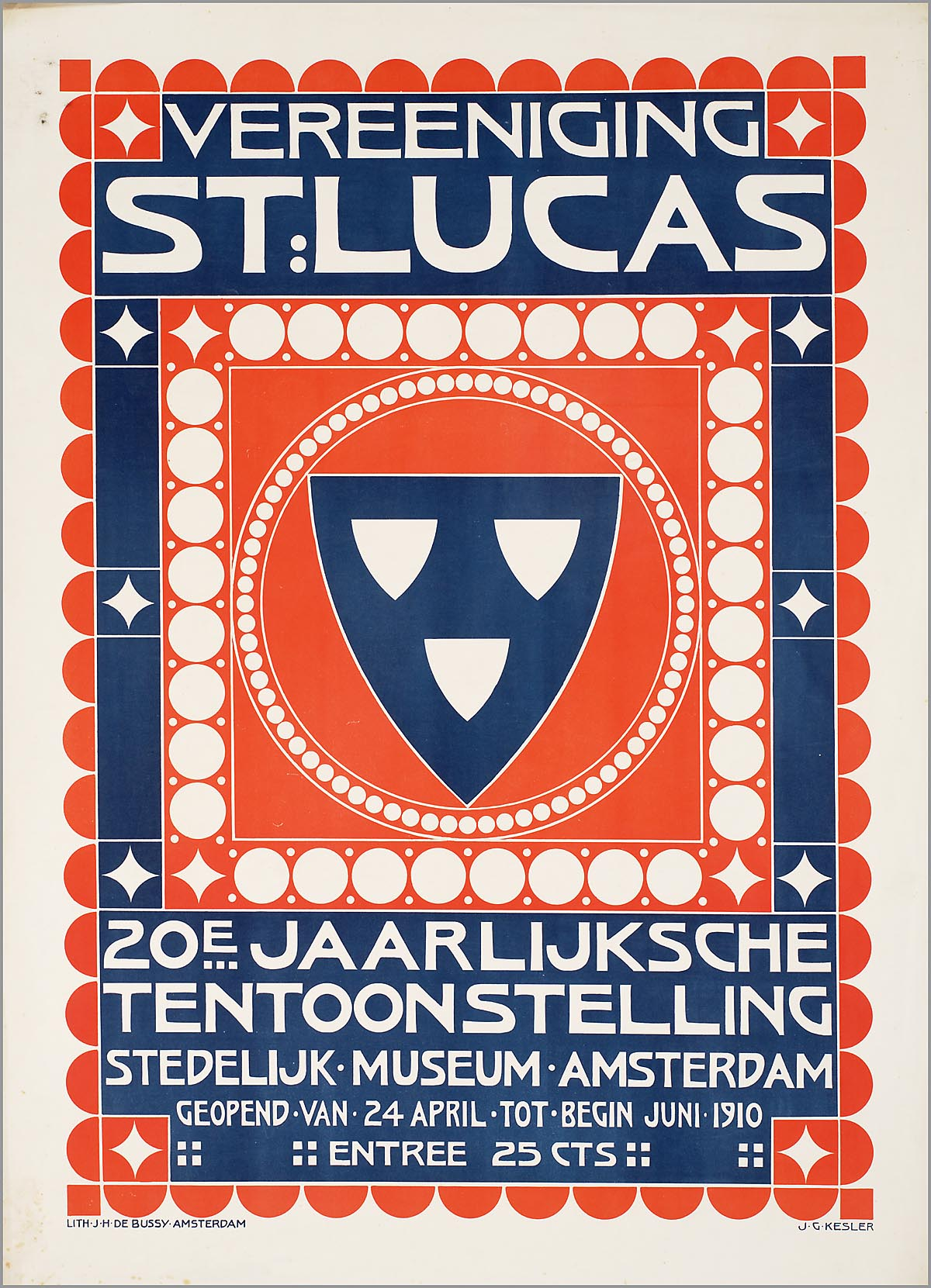
Ausstellungsplakat 1910 von Johan Kesler zum zwanzigjährigen Bestehen, Stedelijk Museum, Amsterdam

Die Kunstenaarsvereniging Sint Lucas ist eine 1881 und 1907 erneut gegründete niederländische Künstlergruppe.
Kurz „St. Lucas“, auch „Vereniging St. Lucas“, Alternativschreibung auch Vereeniging oder Kunstnaarsvereniging und benannt nach den traditionellen Lukasgilden, wurde 1881 von Antoon Derkinderen, Jan Toorop, Jan Veth, Maurits van der Valk u. a., vorwiegend aus der Rijksakademie van beeldende kunsten in Amsterdam als Ausstellungszweckgemeinschaft gegründet. Als Gründungsjahr wird auch 1880 genannt.
Eine Neugründung erfolgte 1907, sie besteht bis heute. Die Künstlervereinigung nahm bis zum Ersten Weltkrieg eine namhafte Stellung im Kunstleben ein, so fanden ihre Jahresausstellung regelmäßig im Stedelijk Museum statt und wurden von einem Saal auf zwei Säle erweitert. Die Gruppe war stilistisch nicht homogen, die niederländischen Künstler fühlten sich nach dem Impressionismus und dem Post-Impressionismus in einer Krise. Ab 1909 wurden die Luministen stark innerhalb der Vereinigung, so dass einige abwanderten und zuletzt 1913 austraten, um den Hollandse Kunstnaarskring zu gründen. Die eher konservativen Mitglieder wurden als die bruinen, die Luministen als die blauwen  oder Lichtschilderen bezeichnet. Die Mitglieder hatten internationale Kontakte geknüpft, so dass heute auch Wirkungen, insbesondere durch die Luministen, auf die damaligen Künstler des Niederrheins feststellbar sind. Um 1910 fanden sich auch Mitglieder zusammen, aus denen 1917 die Kunstbewegung De Stijl mit eigenem Manifest hervorging.
Trotz der Abwanderungen funktionierte die Künstlervereinigung als Ausstellungsplattform weiter. Nach dem Zweiten Weltkrieg bemühte sie sich um den Erhalt der Ausstellungsmöglichkeit im Stedelijk Museum, was bis 2007 gelang, danach fanden Ausstellungen in Ouderkerk aan de Amstel statt.

## Mitglieder
- Co Breman (1865–1938)
- Arnout Colnot (1887–1983)
- Antoon Derkinderen (1859–1925)
- Kees van Dongen (1877–1968)
- Nicolas Eekman (1889–1973)
- Dirk Filarski (1885–1964)
- Leo Gestel (1881–1941)
- Anna Gildemeester (1867–1945)
- Ferdinand Hart Nibbrig (1866–1915)
- Dirk Harting (1884–1970)
- Jacoba van Heemskerck (1876–1923)
- Piet van der Hem (1885–1961)
- Albert Hemelman (1883–1951)
- Johan Hemkes (1894–1988)
- Kees Heynsius (1890–1981)
- Mirjam Jacobson (1887–1945)
- Conrad Kickert (1882–1965)
- Reimond Kimpe (1885–1970)
- Louis Kortenhorst (1884–1966)
- Jo Koster (1868–1944)
- Klaas Koster (1885–1969)
- Piet Mondrian (1872–1944)
- Jacqueline Marguerite van Nie (1897–1983)
- Albert Louis Oger (1886–1947)
- Reinier Pijnenburg (1884–1968)
- Frits Schiller (1886–1971)
- Wout Schram (1895–1987)
- Maria Adeline Alice Schweistal (1864–1950)
- Jan Sluijters (1881–1957)
- Hobbe Smith (1862–1942)
- Kees Spoor (1867–1928)
- Jan Toorop (1858–1928)
- Leen Verhoeven (1883–1932)
- Jan Veth (1864–1925)
- Jac Gerrit Weyand (1886–1960)
- Janus van Zeegen
- Gustaaf van de Wall Perné (1877–1911)
- Marie Wandscheer (1856–1936)
- Chrisje van der Willigen (1850–1931)
- Agatha Zethraeus (1872–1966)